# ITT Automotive Detroit Grand Prix 1998
ITT Automotive Detroit Grand Prix 1998 var ett race som var den åttonde deltävlingen i CART World Series säsongen 1998. Tävlingen kördes den 7 juni i Bell Isle Park i Detroit, Michigan. Alex Zanardi tog den första av fyra raka segrar, och drygade ut sin mästerskapsledning. Den främste utmanaren Greg Moore låg före Zanardi på banan inför de sista depåstoppen, men fick nöja sig med en femteplats.

## Slutresultat
| Plats | Förare               | Team                     | Grid | Kvaltid  |
| ----- | -------------------- | ------------------------ | ---- | -------- |
| 1     | Alex Zanardi         | Chip Ganassi Racing      | 2    | 1.13,822 |
| 2     | Adrián Fernández     | Patrick Racing           | 3    | 1.13,842 |
| 3     | Gil de Ferran        | Walker Racing            | 9    | 1.14,582 |
| 4     | Dario Franchitti     | Team KOOL Green          | 8    | 1.14,513 |
| 5     | Greg Moore           | Forsythe Racing          | 1    | 1.13,530 |
| 6     | Jimmy Vasser         | Chip Ganassi Racing      | 7    | 1.14,420 |
| 7     | Paul Tracy           | Team KOOL Green          | 15   | 1.15,067 |
| 8     | Tony Kanaan          | Tasman Motorsports       | 6    | 1.14,391 |
| 9     | Scott Pruett         | Patrick Racing           | 17   | 1.15,133 |
| 10    | Michael Andretti     | Newman/Haas Racing       | 11   | 1.14,729 |
| 11    | Bobby Rahal          | Team Rahal               | 12   | 1.14,812 |
| 12    | Hélio Castroneves    | Bettenhausen Motorsports | 14   | 1.15,037 |
| 13    | Michel Jourdain Jr.  | Payton/Coyne Racing      | 18   | 1.15,270 |
| 14    | Robby Gordon         | Walker Racing            | 20   | 1.15,700 |
| 15    | Patrick Carpentier   | Forsythe Racing          | 16   | 1.15,131 |
| 16    | André Ribeiro        | Marlboro Team Penske     | 25   | 1.18,333 |
| 17    | Christian Fittipaldi | Newman/Haas Racing       | 10   | 1.14,709 |
| 18    | Max Papis            | Arciero-Wells Racing     | 19   | 1.15,523 |
| 19    | Maurício Gugelmin    | PacWest Racing           | 22   | 1.16,554 |
| 20    | Alex Barron          | All American Racing      | 26   | 1.18,762 |
| 21    | Bryan Herta          | Team Rahal               | 5    | 1.14,061 |
| 22    | Mark Blundell        | PacWest Racing           | 21   | 1.16,367 |
| 23    | Richie Hearn         | Della Penna Motorsports  | 4    | 1.13,995 |
| 24    | Al Unser Jr.         | Marlboro Team Penske     | 13   | 1.14,821 |
| 25    | P.J. Jones           | All American Racing      | 24   | 1.16,885 |
| 26    | JJ Lehto             | Hogan Racing             | 23   | 1.16,717 |
| 27    | Arnd Meier           | Davis Racing             | 27   | 1.20,641 |
| 28    | Dennis Vitolo        | Payton/Coyne Racing      | 28   | 1.21,303 |